# La Fille du Nil
Pour plus de détails, voir Fiche technique et Distribution.
La Fille du Nil (尼羅河女兒, Ni luo he nu er) est un film taïwanais réalisé par Hou Hsiao-hsien, sorti en 1987.

## Fiche technique
- Titre : La Fille du Nil
- Titre original : 尼羅河女兒, Ni luo he nu er
- Réalisation : Hou Hsiao-hsien
- Scénario : Chu Tien-wen
- Pays d'origine : Taïwan
- Format : Couleurs - 1,85:1 - Mono - 35 mm
- Genre : Drame
- Durée : 91 minutes
- Date de sortie : 1987

## Distribution
- Lin Yang : Lin Hsiao-yang
- Jack Kao : Lin Hsiao-fang, le frère
- Li Tianlu  : grand-père
- Tsui Fu Sheng  : Père
- Fan Yang : Ah-sang